# Zerei Kbrom Mezngi
Zerei Kbrom Mezngi (12 gennaio 1986) è un maratoneta e mezzofondista norvegese.

## Biografia
Nato in Eritrea, si è rifugiato in Norvegia nel 2012, dopo aver prestato per sette anni il servizio militare nel paese natale; ha ottenuto la cittadinanza della nazione scandinava nel marzo del 2020.
Agli Europei di Monaco di Baviera 2022 ha vinto la medaglia d'argento nei 10000 metri piani, terminando la prova dietro all'italiano Yemaneberhan Crippa e facendo segnare il primato personale in 27'46"94.

## Palmarès
| Anno | Manifestazione   | Sede     | Evento         | Risultato | Prestazione | Note                                     |
| ---- | ---------------- | -------- | -------------- | --------- | ----------- | ---------------------------------------- |
| 2021 | Europei di cross | Dublino  | Corsa seniores | 26º       | 31'32"      |                                          |
| 2021 | Europei di cross | Dublino  | A squadre      | Bronzo    | 47 p.       |                                          |
| 2022 | Europei          | Monaco   | 10000 m piani  | Argento   | 27'46"94    | Miglior prestazione personale            |
| 2023 | Mondiali         | Budapest | 10000 m piani  | 18º       | 28'30"76    |                                          |
| 2024 | Europei          | Roma     | Mezza maratona | 26º       | 1h03'32"    |                                          |
| 2024 | Giochi olimpici  | Parigi   | Maratona       | 52º       | 2h14'14"    | Miglior prestazione personale stagionale |

## Campionati nazionali
2016
- Bronzo ai campionati norvegesi, 10000 m piani - 29'34"12

2017
- Oro ai campionati norvegesi, 10000 m piani - 28'56"95
- Bronzo ai campionati norvegesi, 5000 m piani - 13'49"12

2020
- Oro ai campionati norvegesi, 10000 m piani - 28'04"29
- Argento ai campionati norvegesi, 5000 m piani - 14'03"67

2021
- Oro ai campionati norvegesi, 10000 m piani - 28'09"89
- Argento ai campionati norvegesi, 5000 m piani - 13'58"47

2022
- Oro ai campionati norvegesi, 10000 m piani - 28'21"16
- Argento ai campionati norvegesi, 5000 m piani - 14'15"85

2023
- Oro ai campionati norvegesi, 10000 m piani - 28'15"64

## Altre competizioni internazionali
2021
- 5º alla Mezza maratona di Copenaghen ( Copenaghen) - 1h00'07"
- 12º ai Bislett Games ( Oslo), 3000 m piani - 7'47"16

2022
- 14º alla Maratona di Valencia ( Valencia) - 2h07'10"
- 5º alla Mezza maratona di Berlino ( Berlino) - 1h00'42"
- 17º alla Mezza maratona di Copenaghen ( Copenaghen) - 1h00'01"

2023
- 14º ai Bislett Games ( Oslo), 1500 m piani - 13'27"31
- 5º alla Mezza maratona di Berlino ( Berlino) - 1h00'39"

2024
- 27º alla Maratona di Valencia ( Valencia) - 2h07'25"
- 13º alla Mezza maratona di Berlino ( Berlino) - 1h02'40"